# Kyle Turris
Kyle Turris, född 14 augusti 1989, är en kanadensisk professionell ishockeyspelare som spelar för Edmonton Oilers i NHL. 
Han har tidigare spelat på NHL-nivå för Nashville Predators, Ottawa Senators och Phoenix Coyotes.
Turris draftades i första rundan i 2007 års draft av Phoenix Coyotes som tredje spelare totalt.
5 november 2017 tradades han från Ottawa Senators tillsammans med Andrew Hammond, Shane Bowers, ett förstaval i draften 2018 och tredjeval i draften 2019 till Colorado Avalanche i utbyte mot Matt Duchene. Avalanche tradade samtidigt vidare honom till Nashville Predators i utbyte mot Samuel Girard, Vladislav Kamenev och ett andraval i draften 2018. Turris skrev samma dag på ett sexårskontrakt värt 36 miljoner dollar med Nashville Predators.

### Fotnoter
1. ↑  ”Duchene traded to Senators by Avalanche” (på amerikansk engelska). NHL.com. https://www.nhl.com/news/matt-duchene-traded-to-senators-by-avalanche/c-292657258. Läst 7 november 2017.